# ديفيد ليتش
ديفيد ليتش (بالإنجليزية: David Leitch)‏ (ولد 7 فبراير 1975، ويسكونسن، الولايات المتحدة) هو مخرج أفلام، وممثل، ومؤدي مشاهد خطرة، ومنسق مجازفات أمريكي.

## جوائز وترشيحات
حصل على جوائز منها:
- Screen Actors Guild Award for Outstanding Performance by a Stunt Ensemble in a Motion Picture [الإنجليزية]‏، عن عمل:إنذار بورن (2008).

ترشح لـ:
- Screen Actors Guild Award for Outstanding Performance by a Stunt Ensemble in a Motion Picture، عن عمل:إنذار بورن (2008)
- Screen Actors Guild Award for Outstanding Performance by a Stunt Ensemble in a Motion Picture، عن عمل:300 (2008).

## روابط خارجية
- ديفيد ليتش على موقع IMDb (الإنجليزية)
- ديفيد ليتش على موقع روتن توميتوز (الإنجليزية)
- ديفيد ليتش على موقع مونزينجر (الألمانية)
- ديفيد ليتش على موقع ألو سيني (الفرنسية)
- ديفيد ليتش على موقع أول موفي (الإنجليزية)
- ديفيد ليتش على موقع بوكس أوفيس موجو (الإنجليزية)
- ديفيد ليتش على موقع قاعدة بيانات الأفلام السويدية (السويدية)
- ديفيد ليتش على موقع قاعدة بيانات الفيلم (الإنجليزية)
- ديفيد ليتش على موقع كينوبويسك (الروسية)